# South by Southwest
El South by Southwest (abreviado como SXSW y traducido al español como Al sur por el suroeste) es un evento que congrega diversos eventos y conferencias de películas, medios interactivos y música, que tienen lugar cada primavera (por lo general en marzo) en Austin, Texas, Estados Unidos. 
SXSW comenzó en 1987, y ha seguido creciendo en tamaño cada año. En 2011, el evento se prolongó durante 20 días, con una duración de SXSW Interactive durante cinco días, música durante seis, y el cine durante nueve días.

## Compañía
South by Southwest está a cargo de una compañía, llamada SXSW Inc., que planea y ejecuta las conferencias, ferias, festivales y otros eventos. Además de los tres principales temas del South by Southwest, la compañía lleva a cabo otras dos conferencias, también en Austin: SXSWedu, una conferencia sobre la innovación educativa, desde 2011; y el SXSW Eco, una conferencia sobre medio ambiente que comenzó a partir de 2012.

Durante la edición del festival en 2014, tuvo lugar un incidente en que dos personas murieron y una veintena resultaron heridas al ser arrolladas por un vehículo frente a la entrada de Mohawk, donde se esperaba que tocaran los grupos X, The Black Angels y Tyler, The Creator.

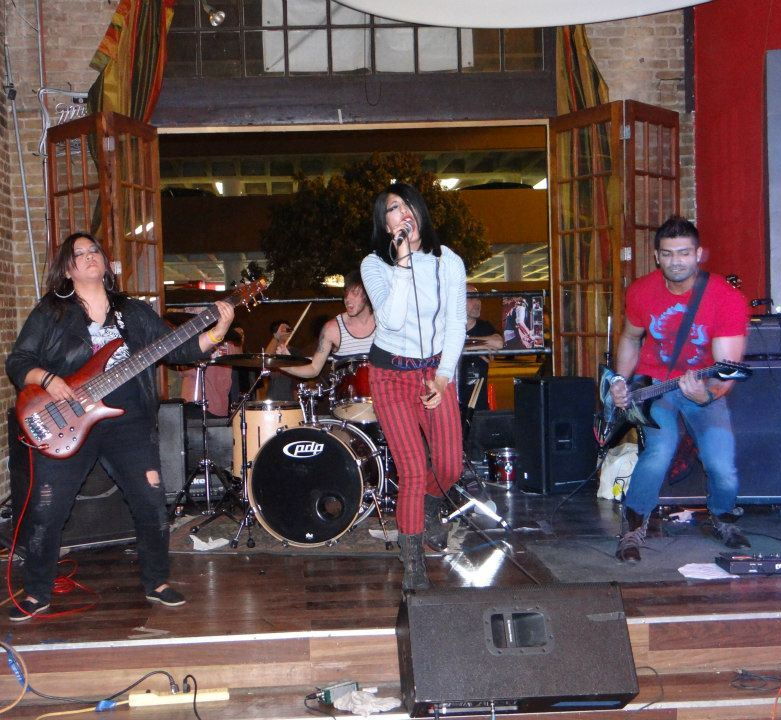
Banda de rock Beautiful Disturbance de Waco, Texas, tocando en el festival de música de South by Southwest en 2013.

## Festivales similares
SXSW ha inspirado a festivales similares en otros lugares, incluyendo el 35 Denton (antes conocido como "North by 35" o "NX35" y "Conferette 35") en Denton (Texas), North by Northeast (NXNE) en Toronto (Canadá), North by Northwest (NXNW) en Portland (Oregón), West by Southwest (WXSW) en Tucson (Arizona) y el Incubar (anteriormente conocido como "ZXZW") en Tilburg (Países Bajos). Cruzando el océano también ha tenido su influencia, inspirando desde 2009 el Festival de Música Monkey Week SON Estrella Galicia cuya sede está en Sevilla y en El Puerto de Santa María. También desde 2013 está el FiiS  MGMT attend SXSW festvial on march 13, 2014 (Festival Internacional de Innovación Social) que se lanzó en Santiago de Chile y hoy sigue su crecimiento por Latinoamérica.